# Chris DeGarmo
Chris DeGarmo (n. Christopher Lee DeGarmo, Wenatchee, 1963) es un guitarrista estadounidense, conocido por haber sido miembro del grupo de Heavy metal Queensrÿche.
DeGarmo fue compañero de escuela de Scott Rockenfield, más tarde también miembro de Queensrÿche.
Durante su adolescencia formó parte de bandas de garaje, como Joker, la cual incluía a otro futuro Queensrÿche: Michael Wilton.
En 1980 Wilton y Rockenfield formaron Cross+Fire, uniéndoseles DeGarmo al poco tiempo, junto a un bajista llamado Mark Hovland.
Tocaban versiones de Iron Maiden y Judas Priest.
El bajista original abandonó el grupo, ingresando Eddie Jackson, un amigo de Rockenfield.
El grupo pasó a llamarse The Mob, y luego finalmente Queensrÿche, al tiempo que reclutaban al cantante Geoff Tate.
DeGarmo trabajó con Queensrÿche hasta 1997, grabando los más celebrados discos de la banda durante su estadía, como Rage for Order, Operation: Mindcrime o Empire.
Su último trabajo con la banda como miembro fijo fue Hear in the Now Frontier, de 1997; no obstante participó de Tribe en 2003 como invitado de lujo, y se ha mantenido en buenos términos con sus excompañeros de banda, aunque raras veces ha aparecido públicamente en los últimos años.
Tras su alejamiento de Queensrÿche desarrolló una carrera como piloto de aviación civil.
Vive en el área de Seattle con su esposa e hijos.